# Fairview Park (Ohio)
Fairview Park és una població dels Estats Units a l'estat d'Ohio. Segons el cens del 2000 tenia 17.572 habitants.

## Demografia
Segons el cens del 2000, Fairview Park tenia 17.572 habitants, 7.856 habitatges, i 4.713 famílies. La densitat de població era de 1.443,5 habitants/km².
Dels 7.856 habitatges en un 25,7% hi vivien nens de menys de 18 anys, en un 48,6% hi vivien parelles casades, en un 8,7% dones solteres, i en un 40% no eren unitats familiars. En el 36% dels habitatges hi vivien persones soles el 15,2% de les quals corresponia a persones de 65 anys o més que vivien soles. El nombre mitjà de persones vivint en cada habitatge era de 2,24 i el nombre mitjà de persones que vivien en cada família era de 2,96.
Per edats la població es repartia de la següent manera: un 22,2% tenia menys de 18 anys, un 5,7% entre 18 i 24, un 29,1% entre 25 i 44, un 23,8% de 45 a 60 i un 19,1% 65 anys o més.
L'edat mediana era de 41 anys. Per cada 100 dones de 18 o més anys hi havia 84,5 homes.
La renda mediana per habitatge era de 50.487 $ i la renda mediana per família de 62.803 $. Els homes tenien una renda mediana de 45.318 $ mentre que les dones 33.565 $. La renda per capita de la població era de 27.662 $. Aproximadament el 2,4% de les famílies i el 4,1% de la població estaven per davall del llindar de pobresa.

## Poblacions més properes
El següent diagrama mostra les poblacions més properes.